# Utrechtse Heuvelrug (gemeente)
Utrechtse Heuvelrug (uitspraakⓘ) is een gemeente in het zuidoosten van de Nederlandse provincie Utrecht, die een groot deel van de gelijknamige Heuvelrug omvat. De gemeente is per 1 januari 2006 ontstaan door de samenvoeging van de voormalige gemeenten/dorpen Amerongen (met uitzondering van Elst), Doorn, Driebergen-Rijsenburg, Leersum, Maarn, Maarsbergen en Overberg. Overberg behoorde tot 1 januari 2006 bij de gemeente Amerongen. Maarsbergen behoorde bij de gemeente Maarn.
Op 22 november 2024 had de gemeente 50.550 inwoners (bron: CBS).

## Kernen
De gemeente Utrechtse Heuvelrug telt zeven officiële kernen, waarvan Driebergen-Rijsenburg verreweg de grootste is. Het gemeentehuis staat in Doorn.

### Dorpen
Aantal inwoners per woonkern op 1 januari 2023:
| Woonplaats (BAG)      | Inwoners 2023 |
| --------------------- | ------------- |
| Amerongen             | 5.495         |
| Doorn                 | 10.545        |
| Driebergen-Rijsenburg | 18.995        |
| Leersum               | 7.745         |
| Maarn                 | 4.750         |
| Maarsbergen           | 1.390         |
| Overberg              | 1.505         |

Overberg behoorde tot 1 januari 2006 bij de gemeente Amerongen. Maarsbergen behoorde bij de gemeente Maarn.

### Buurtschappen en andere woonplaatsen
Naast deze officiële kernen bevinden zich in de gemeente de volgende buurtschappen en andere woonplaatsen: Boswijk, Breedeveen, Beerschoten, Darthuizen, Driebergen, Dwarsweg, De Groep, De Haar, De Krim, Haagje, Haspel, Palmstad, Rijsenburg, Sterkenburg en Valkenheide.

### Topografie
Topografische gemeentekaart van Utrechtse Heuvelrug, per december 2016

## Ontstaansgeschiedenis
Op 20 april 2004 hebben Gedeputeerde Staten (GS) van Utrecht een herindelingsontwerp Heuvelrug uitgebracht. Daarin werd voorgesteld Maarn, Amerongen, Leersum, Doorn en Driebergen-Rijsenburg (MALDD) samen te voegen. Dat plan is van 10 mei 2004 tot 5 juli 2004 voor belanghebbenden ter inzage gelegd; voor de gemeenten betrokken bij de herindeling liep de termijn tot 1 september 2004. Gedurende de termijn van de terinzagelegging zijn in totaal 16 zienswijzen ingediend. Amerongen, Maarn, Doorn en Driebergen-Rijsenburg stemden in met het fusievoorstel. Daarnaast hebben Renswoude, Woudenberg en Rhenen het ontwerp positief ontvangen. Leersum sprak zich, op basis van eigen onderzoek en een opiniepeiling onder de stemgerechtigde inwoners, uit voor een andere herindelingsvorm waarbij Leersum, Amerongen en Wijk bij Duurstede samen een gemeente zouden vormen. Dat voorstel heeft het bij de andere beoogde partners niet gehaald. GS meenden dat er voldoende draagvlak was voor een voortzetting van de procedure.
Op 10 november 2004 werd bekendgemaakt dat het gemeentehuis van de nieuwe gemeente mogelijk in Doorn zal komen. Begin 2006 heeft de gemeenteraad van de nieuwe gemeente dit voornemen bevestigd en eind 2006 voor wat betreft het bestuurlijk apparaat en de gemeentewinkel gerealiseerd. In 2011 is er voor de buitendienst één centrale gemeentewerf gerealiseerd. Het gemeentekantoor is in 2013 in gebruik genomen. Sindsdien is de hele organisatie dus in Doorn gehuisvest.
Provinciale Staten hebben op 9 december 2004 het ontwerpadvies van Gedeputeerde Staten voor de vorming van een nieuwe gemeente Heuvelrug overgenomen. Het advies is vervolgens doorgestuurd naar de minister van Binnenlandse Zaken en Koninkrijksrelaties, die een wetsvoorstel ter zake bij de Tweede Kamer heeft ingediend. In het voorjaar van 2005 heeft de Tweede Kamer het voorstel behandeld en uiteindelijk is het op 16 juni 2005 bij algemene stemming aangenomen. CDA, PvdA, VVD, GroenLinks, D66, ChristenUnie en SGP stemden voor. Tevens werd een amendement van de SGP goedgekeurd en in het wetsvoorstel opgenomen, om het Amerongense deel van de kern Elst bij de gemeente Rhenen in te delen. Dit is gerealiseerd met een grenscorrectie.
Het gewijzigde wetsvoorstel is vervolgens naar de Eerste Kamer gestuurd, die op 13 september 2005 de definitieve beslissing heeft genomen. In november 2005 vonden er verkiezingen voor de nieuwe gemeenteraad plaats. Daarmee werd de herindeling per 1 januari 2006 een feit.

## Politiek

### Gemeenteraad
De gemeenteraad van Utrechtse Heuvelrug bestaat uit 29 zetels. Hieronder staat de samenstelling van de gemeenteraad sinds 2010:
| Gemeenteraadszetels   | Gemeenteraadszetels | Gemeenteraadszetels | Gemeenteraadszetels | Gemeenteraadszetels |
| Partij                | 2010                | 2014                | 2018                | 2022                |
| --------------------- | ------------------- | ------------------- | ------------------- | ------------------- |
| BVHlokaal             | 3                   | 3                   | 4                   | 6                   |
| VVD                   | 7                   | 5                   | 7                   | 5                   |
| GroenLinks-PvdA       | 6                   | 4                   | 6                   | 5                   |
| D66                   | 4                   | 5                   | 5                   | 4                   |
| CDA                   | 5                   | 5                   | 4                   | 4                   |
| SGP                   | 2                   | 3                   | 2                   | 2                   |
| Partij voor de Dieren | -                   | -                   | -                   | 2                   |
| ChristenUnie          | 1                   | 1                   | 1                   | 1                   |
| SP                    | 1                   | 3                   | -                   | -                   |
| Totaal                | 29                  | 29                  | 29                  | 29                  |

### College van burgemeester en wethouders
- Burgemeester: Frits Naafs - VVD
- Wethouder: Anouk Haaxma - BVHlokaal
- Wethouder: Rob Jorg - VVD
- Wethouder: Karin Oyevaar - D66
- Wethouder: Gerrit Boonzaaijer - SGP

## Monumenten
In de gemeente zijn er een aantal rijksmonumenten, gemeentelijke monumenten, en oorlogsmonumenten, zie:
- Lijst van rijksmonumenten in Utrechtse Heuvelrug
- Lijst van gemeentelijke monumenten in Utrechtse Heuvelrug
- Lijst van oorlogsmonumenten in Utrechtse Heuvelrug
- Lijst van beelden in Utrechtse Heuvelrug

## Aangrenzende gemeenten
| Aangrenzende gemeenten | Aangrenzende gemeenten | Aangrenzende gemeenten | Aangrenzende gemeenten | Aangrenzende gemeenten |
| ---------------------- | ---------------------- | ---------------------- | ---------------------- | ---------------------- |
| Zeist                  |                        | Woudenberg             |                        | Renswoude              |
|                        |                        |                        |                        |                        |
| Bunnik                 | Veenendaal             |                        |                        |                        |
|                        |                        |                        |                        |                        |
| Wijk bij Duurstede     |                        | Buren (Gld)            |                        | Rhenen                 |

Dorpen: Amerongen · Doorn · Driebergen-Rijsenburg · Leersum · Maarn · Maarsbergen · Overberg

Buurtschappen: Beerschoten · Boswijk · Breedeveen · Darthuizen · De Groep (deels) · Haagje · Haspel · Oud Rijsenburg · Palmstad · Sterkenburg · Valkenheide

Provincie Utrecht · Plaatsen in de provincie
Amersfoort · Baarn · De Bilt · Bunnik · Bunschoten · Eemnes · Houten · IJsselstein · Leusden · Lopik · Montfoort · Nieuwegein · Oudewater · Renswoude · Rhenen · De Ronde Venen · Soest · Stichtse Vecht · Utrecht · Utrechtse Heuvelrug · Veenendaal · Vijfheerenlanden · Wijk bij Duurstede · Woerden · Woudenberg · Zeist

Steden en dorpen · Voormalige gemeenten · Nederland: Provincies · Gemeenten